# Palacio municipal de Torredonjimeno

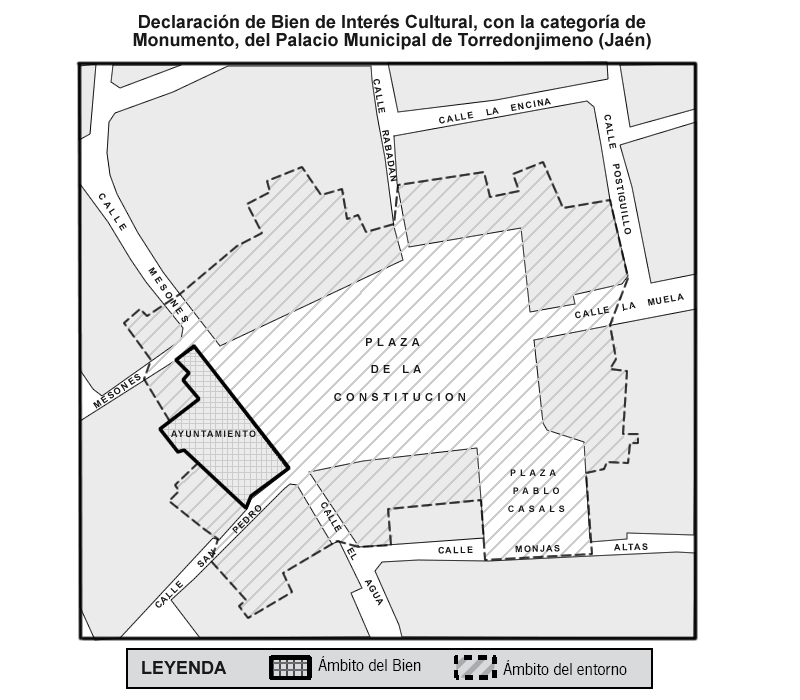
Declaración de Bien de Interés Cultural del Palacio Municipal de Torredonjimeno.

El Palacio Municipal o Casa Consistorial de Torredonjimeno (Jaén) España. se sitúa en el lado oeste de la plaza de la Constitución. 
Está enclavado en el espacio urbano de una plaza a la que concede la cualidad de una auténtica plaza mayor y donde las construcciones de su entorno se han ido configurando con los siglos de acuerdo a las pautas impuestas por el Palacio del Ayuntamiento, siendo decisivo en la conformación de la ciudad y de su trama urbana.

## Historia
Fue mandado construir como Ayuntamiento del que fuera uno de los núcleos más importantes de la Orden de Calatrava y su edificación fue auspiciada por el alcalde don Andrés de Guevara Calatayud. Comenzaron las obras a principios del siglo XVII y terminaron en 1642.
El edificio supone un elemento de importancia considerable para la localidad donde se enclava constituyendo la imagen de grandeza y esplendor de la historia tosiriana del seiscientos por el sentido altamente representativo que la arquitectura deja como legado de los poderes cívicos y comunales en la población, de su importancia como colectividad y de su pujanza cultural y económica.

## Descripción
Se trata de un edificio en el que la planta del inmueble se define como una unión integrada por un rectángulo irregular al que se adosa el volumen cúbico de la torre.
La fábrica del inmueble es de cantería que en la fachada principal, torre y fachada lateral izquierda se realiza con mampostería concertada, repasada o pulimentada en las restauraciones de los años 40. El material pétreo en buena labor de cantería se concentra en los arcos y columnas de la «loggia» de la planta primera; en la planta baja, en la portada de acceso al inmueble así como en las placas que recercan las ventanas.

### Fachada principal
La fachada principal deriva de la arquitectura palaciega de corte italiano desarrollada a partir del Quattrocento. No obstante, su tendencia a la horizontalidad y la magnífica «loggia» del piso superior, convierten a la fachada en una composición típicamente manierista, contrastando con el cuerpo bajo de rotunda tectónica y con el volumen de la torre de connotaciones religiosas, adosada en el lateral derecho de la misma.
En la planta baja, guardando el eje de simetría de la fachada, se abre la portada que da acceso al interior del inmueble. Consta de un vano adintelado flanqueado por pilastras resaltadas y adosadas a las jambas, sobre las que apean capiteles dispuestos con placas de piedra. En la zona superior, a modo de entablamento, muestra tres placas cajeadas del mismo material, una mayor sobre el dintel y dos en los laterales. 
Colaterales a la portada se abren dos pares de ventanales, recercados también con placas de piedra. En el muro lateral derecho de la planta baja, próxima a la cornisa de separación con el primer piso, se encuentra la siguiente inscripción: 

TORREDONXIMENO

SIENDO ALCALDES

DON ANDRÉS DE GUE

BARA CALATAYUD Y JUAN LLORENTE

AÑO DE 1642.

La planta primera, de mayor representatividad, se encuentra separada del piso inferior por una cornisa corrida, volada y moldurada sobre la que descansa la balconada superior; se organiza con una galería que ocupa toda la fachada a modo de amplio balcón corrido dispuesto en un plano adelantado. La citada «loggia» se compone de once arcos, siendo el sexto el coincidente con el eje de simetría que marca la portada de la planta baja. Este espacio se configura mediante columnas pareadas de orden toscano, con éntasis central, y dispuestas en profundidad sobre basa rectangular corrida que apoya en alto pedestal o podio. Están coronadas con ábaco desde donde arrancan los arcos de medio punto dovelados en cuyas enjutas se establecen tondos moldurados. El conjunto está protegido con antepecho corrido realizado con una sencilla balaustrada de hierro forjado.
Tras la mencionada galería y en la zona interior se levanta un muro que cierra la fachada del inmueble. En él se abren once vanos adintelados cubiertos con puertas de doble hoja, acristaladas y enmarcadas en madera. Sobre los dinteles y rehundidos en el paramento coronan frontones semicirculares pintados de color ocre. Se remata la fachada con una cornisa volada y moldurada sobre la que descansa la cubierta de teja árabe.
La torre adosada a la fachada en su lado derecho tiene planta cuadrada y alzado de dos cuerpos construidos en mampostería; el primero, más alto y que sobresale en altura del resto del edificio, presenta el paramento cerrado compuesto de un zócalo alto en la parte baja y un pequeño vano, a modo de saetera, en la fachada nororiental o principal, así como un reloj en la zona superior. En la fachada noroccidental se abren el acceso a la torre y cuatro ventanas adinteladas y recercadas con placas de piedra. Separa los dos cuerpos una imposta volada y moldurada. El cuerpo superior presenta un vano de medio punto en cada una de sus caras que alberga las campanas del reloj. La torre se cubre a cuatro aguas con teja árabe.

### Interior
El interior carece de fidelidad al trazado original, fruto de varias modificaciones llevadas a cabo, especialmente las restauraciones realizadas en la posguerra, por lo que ofrece pocos elementos a destacar. En planta baja, tras el vestíbulo de acceso se ubica el arranque de una interesante escalera de dos tramos; el primero, dispuesto en la zona central, conecta con un descansillo rectangular desde donde parte el segundo tramo de escalera desdoblado, situado en los laterales de ambos lados y que da paso a la planta superior. Está realizada con peldaños de mármol y baranda de hierro. 
La planta primera recibe gran luminosidad a través de la «loggia» abierta longitudinalmente en la fachada principal. Su interior se encuentra compartimentado de acuerdo a las necesidades administrativas derivadas de su uso, destacando únicamente la puerta que cierra el Salón de Plenos, realizada en el siglo XVII en madera compuesta de dos hojas formando cuarterones. 